# Dodonaea petiolaris
Dodonaea petiolaris är en kinesträdsväxtart som beskrevs av Ferdinand von Mueller. Dodonaea petiolaris ingår i släktet Dodonaea och familjen kinesträdsväxter. Inga underarter finns listade i Catalogue of Life.